# Henry Trelawny
Le brigadier-général Henry Trelawny (vers 1658 - 8 janvier 1702) est un officier de l'armée britannique d'origine cornouaillaise, député et vice-amiral de Cornouailles.

## Biographie
Il est le septième et plus jeune fils de Sir Jonathan Trelawny (2e baronnet), de Trelawny dans la paroisse de Pelynt en Cornouailles, patron de l'arrondissement d'East Looe  en Cornouailles, et de son épouse Mary Seymour (née en 1619), 6e fille  de Sir Edward Seymour (2e baronnet) (vers 1580–1659) de Berry Pomeroy dans le Devon, arrière-petit-fils d'Edward Seymour (1er duc de Somerset), Lord-protecteur d'Angleterre et frère aîné de la reine Jeanne Seymour (d .1537), la troisième épouse du roi Henri VIII.

## Carrière
De 1678 à 1681, il est lieutenant d'infanterie dans le Admiral's Regiment. Il obtient ensuite une commission de capitaine dans le 2e régiment de Tanger, commandé par son frère Charles. Devenu homme libre de la ville de Portsmouth en 1683 et de l'arrondissement d'East Looe en 1685, il est élu au Parlement au cours de la dernière année pour West Looe en tant que conservateur sous le patronage de son frère aîné, Jonathan Trelawny (3e baronnet), l'évêque de Winchester, "l'évêque Trelawny", mieux connu pour son rôle dans les événements qui ont mené à la Glorieuse Révolution qui sont mentionnés dans l'hymne cornouaillais The Song of the Western Men. En 1687, il est nommé à la commission de la paix de Cornouailles.
Pendant la Glorieuse Révolution, Charles, avec un certain nombre d'officiers et d'hommes, dont Henry, est allé chez Guillaume d'Orange. Charles et Henry sont réélus au Parlement de la Convention pour East Looe, siégeant en tant que conservateurs. Tous deux ont été commissaires à l'évaluation en Cornouailles et dans le Devon de 1689 à 1690 .
Les deux frères sont réélus pour East Looe en tant que conservateurs de la Cour en 1690, et continuent à siéger pour l'arrondissement jusqu'en 1698 . Au début de 1692, Charles Trelawny démissionne de son poste de colonel du régiment d'infanterie du Queen Consort (l'ancien 2e) régiment de Tanger) pour protester contre la prétendue partialité du roi William envers les officiers étrangers, et Henry le remplace comme colonel. Il part avec le régiment pour faire campagne en Flandre en mars, et en conséquence est considéré comme un partisan de la Cour au Parlement. Trelawny est de nouveau absent du Parlement en 1693 avec son régiment en Flandre, où il combat à la bataille de Landen. En novembre 1693, Trelawny est nommé vice-amiral de Cornouailles du sud à la place de son frère aîné, l'évêque Trelawny. À ce poste, il est actif dans le recrutement d'hommes pour le service naval au cours des années suivantes. Bien qu'il soit généralement partisan de la Cour, il s'oppose au projet de Conseil du commerce lors de la session de 1696. Il signe le serment d'association et, contrairement à son frère, soutient la fixation de la Guinée à 22 shillings. En 1696, il est commissaire chargé de recevoir les abonnements au projet de banque foncière avortée.
Trelawny participe aux campagnes de 1696 et 1697 en Flandre et est promu brigadier-général au cours de la première. À l'automne de 1698, lui et Charles sont réélus pour East Looe, et Charles est également réélu pour Plymouth, où il est gouverneur de Plymouth et pour lequel il préfère siéger. Leur cousin germain, Sir Henry Seymour (1er baronnet) remplace Charles à East Looe lors d'une élection partielle en janvier 1699. Henry s'oppose au projet de loi pour dissoudre une grande partie de l'armée permanente en 1699, bien que son régiment n'ait pas été affecté. Il part en demi-solde en mars 1700 .
En février 1701, il est réélu avec Charles pour Plymouth, permettant à Francis Godolphin de prendre place à East Looe. En 1701, il est nommé juge de paix pour le Devon . Il s'oppose aux préparatifs de l'entrée des Anglais dans la Guerre de Succession d'Espagne, mais décède le 8 janvier 1702. Un grand enterrement a eu lieu pour lui à Plymouth .

## Mariages et descendance
Il s'est marié deux fois:
- D'abord le 8 janvier 1690 à Rebecca Hals (1661-1699)[5], 5e fille de Matthew Hals (mort en 1675/6) d'Efford dans la paroisse d' Eggbuckland [3] et de Kenedon [6] dans la paroisse de Sherford, à la fois dans le Devon, et une cohéritière de son frère Matthew Hals (mort en 1684) d'Efford, dont elle a hérité le manoir d'Efford[7]. Par Rebecca, il a eu deux fils et trois filles[8],[9]:
  - Harry Trelawny (5e baronnet) (1687–1762), aide de camp du duc de Marlborough et député
  - Mary Trelawny (bap.1688 - avant 1731), épouse de Thomas Brereton
  - Ann Trelawny (bap.1689-1701)
  - Elizabeth Trelawny (bap.1692)
  - Le capitaine William Trelawny (bap. 1696), qui épouse Mary Bisset par laquelle il a quatre fils:
    - Charles Trelawny, décédé sans descendance
    - William Trelawny (6e baronnet) (vers 1722-1772)
    - Lt-Gen. Harry Trelawny (en) (1725-1800), épouse Mary Dormer
    - Thomas Trelawny (mort en 1809), d'Odiham

- En secondes noces, le 26 mars 1701, il épouse Mary Trevill, veuve de Thomas Stawell de Bickington, Devon, et une fille de Richard Trevill de Budockshed ( alias Butshead) dans le Devon; sans descendance [4].